# Saúl Karsz
 (mars 2012).
Si vous disposez d'ouvrages ou d'articles de référence ou si vous connaissez des sites web de qualité traitant du thème abordé ici, merci de compléter l'article en donnant les références utiles à sa vérifiabilité et en les liant à la section « Notes et références ».
Saúl Karsz est un sociologue et philosophe français d'origine polono-argentine, professeur à l'Université de la Sorbonne.

## Biographie
Saúl Karsz est le président et fondateur en 1989 de la plateforme pratiques sociales. Il est l'auteur et le coordinateur du livre L’exclusion, définir pour en finir.

## Axes de recherches
- Si vous ne connaissez pas le sujet, laissez ce bandeau (vous pouvez alors contacter les auteurs).
- Si vous supprimez le contenu mis en cause (vous pouvez préalablement contacter les auteurs),

argumentez précisément cette suppression dans la page de discussion
(un manque de référence n'est pas un argument ; une recherche réelle de référence doit avoir été effectuée, être formellement documentée).
Le binôme inclusion  - exclusion fonctionne comme un duo paradoxal : thème d’une bibliographie riche, objet de mobilisation et campagnes de toute classe, sa définition parait pourtant autant imprécise qu'instable, si « lyriquement » évoquée, comme constamment sous-entendue. D’ailleurs, les deux catégories constitutives de ce binôme n’arrivent pas à avoir un statut conceptuel, car elles sont incapables de produire des connaissances scientifiques pertinentes face à la réalité qu'elles prétendent exprimer. Elles ne peuvent pas aller au-delà du stade de l’allégorie, de la représentation, de la construction imaginaire.
Grâce à ce fonctionnement paradoxal, cette définition de l’inclusion et de l’exclusion ne constitue pas dans l'absolu un inconvénient, sinon une condition de l’existence et la diffusion de ces mêmes catégories. Celles-ci circulent, non pas malgré mais grâce à ses ambiguïtés.
C’est précisément ce qui rend évident, lorsque nous posons l’inclusion et l’exclusion, comme un effet de la globalisation . Tel positionnement en effet, situe ces catégories en un temps historique et en un espace géographique spécifiques : il devient alors possible d’identifier son contenu précis, de comprendre le besoin de son positionnement paradoxal, mettre manifeste les problématiques théoriques et pratiques mises en jeu. À partir de là, s’ouvrent des perspectives inédites pour les tâches contemporaines des éducateurs sociaux.